# Hippeastrum cuzcoense
Hippeastrum cuzcoense là một loài thực vật có hoa trong họ Amaryllidaceae. Loài này được (Vargas) Gereau & Brako mô tả khoa học đầu tiên năm 1993.